# Espluga de Ninou

L'Espluga de Ninou, respecte del terme d'Abella de la Conca

L'Espluga de Ninou és un cavitat natural del terme d'Abella de la Conca, a la comarca del Pallars Jussà.
Està situada entre la Roca de Monteguida (al nord-oest) i la Roca de l'Espluga de Ninou (al sud), a 1.475 msnm És a sota mateix de la carena més elevada de tota la Serra de Monteguida.

## Etimologia
Segons Joan Coromines, el topònim Esplugues procedeix del mot comú llatí speluncas (coves o baumes). Ninou és mot romànic modern, procedent de la transformació d'any nou, possiblement aplicat com a apel·latiu personal.